# 木姜叶巴戟
木姜叶巴戟（学名：Morinda litseifolia）为茜草科巴戟天属下的一个种。

## 扩展阅读
- 維基物種上的相關：木姜叶巴戟